# Leżajsk
Leżajsk (udtale: [ˈlɛʐajsk]; yiddish: ליזשענסק-Lizhensk; ukrainsk: Лежа́йськ, romanisret: Lezháysʹk), officielt Den Fri Kongeby Leżajsk (polsk: Wolne Królewskie Miasto Leżajsk) er en by i den nordlige  del af  Voivodskabet Nedrekarpater i det sydøstlige Polen.  Rzeszów  har 13.164(2021) indbyggere og et areal på 20,29 km².  Den er en del af   powiatet (amt) Leżajsk. 
Leżajsk er berømt for sine Bernardiner basilika og kloster, bygget af arkitekten Antonio Pellacini. Basilikaen rummer et højt anset pibeorgel fra anden halvdel af det 17. århundrede, og der afholdes  orgelkoncerter. Det står på Polens officielle nationale liste  med Historiske monumenter (Pomnik historii), som udpeget 20. april 2005 af Institut for kuturarv. Leżajsk er også hjemsted for bryggeriet Leżajsk.

## Historie
Leżajsk er en gammel polsk kongeby. Udviklingen af Leżajsk var langsom på grund af talrige og ødelæggende Tatarer og valakkeres angreb, som fandt sted i 1498, 1500, 1509, 1519 og 1524. Efter disse angreb tildelte polske konger flere privilegier til den plyndrede by, og den 23. september 1524 besluttede kong Sigismund 1. af Polen,  i Lviv, at flytte Leżajsk til et nyt sted, som var nemmere at forsvare. Byen blev flyttet omkring 5 kilometer mod sydvest, og dens nye navn blev Leżajsk Zygmuntowski. Den gamle placering er siden kendt som landsbyen Stare Miasto ("Den gamle By"). Under Sigismund 2. Augustus's regeringstid trivedes Leżajsk på grund af beskyttelsen af dens starosta (lokal guvernør), Krzysztof Szydłowiecki, som var Kronkansler. I 1608 blev Bernadiner-munke fra nærliggende Przeworsk bragt til Lezajsk af biskop af Przemyśl, og to år senere blev den første murstenskirke bygget. I 1624 blev Lezajsk plyndret og brændt af krimtatarer, og den efterfølgende svenske invasion af Polen (1655-1660) medførte yderligere ødelæggelse.

## Galleri
- Facaden af   St. Maria Basilikaen
- Indgangen til basilikaen
- Orglet i basilikaen
- Dormitionskirken
- Jernbanestation
- Barokstatue af Sankt Jan Nepomuk